# Chloromachia divapala
Chloromachia divapala là một loài bướm đêm trong họ Geometridae.